# Простите нас (фильм, 1979)
«Простите нас» (азерб. Bizi bağışlayın) — художественный фильм советского режиссёра Арифа Бабаева. Экранизация одноимённого рассказа Юрия Бондарева, снятая в 1979 году.

## Сюжет
Герой фильма, известный учёный, после двадцатилетнего перерыва приезжает в родной город.

## В ролях
- Гасан Мамедов — Нариман
- Елена Фадеева — Мария Петровна
- Откям Искендеров — Нариман в юности
- А. Мамедов — Нариман в детстве
- Ариадна Шенгелая — Клара
- Саида Кулиева — Клара в юности
- Гаджи Мурад Ягиазаров — Валид
- Сулейман Аскеров — дядя Адиль

## Съёмочная группа
- Автор сценария: Аглая Богословская
- Режиссёр-постановщик: Ариф Бабаев
- Оператор-постановщик: Фикрет Аскеров
- Художник-постановщик: Кямиль Наджафзаде
- Композитор: Эмин Сабитоглу
- Звукооператор: Марат Искендеров
- Режиссёр: Ашраф Мамаев
- Ассистенты режиссёра: Юсиф Ализаде, Зия Шыхлинский
- Ассистенты оператора: С. Исмайлов, Рафик Алиев
- Ассистенты художника: Л. Франкенберг, Т. Гусейнов
- Ассистент звукооператора: А. Юсубов
- Художник-гримёр: Элбрус Вагидов
- Художник комбинированные съемки: Мирза Рафиев
- Оператор комбинированные съемки: Гамза Ахмед-оглы
- Мастер света: Г. Уваров
- Монтажёр: Таира Бабаева
- Редактор: Д. Таирова
- Дирижёр: А. Петухов
- Директор фильма: А. Мамедов